# Altrincham
Altrincham è una località di Trafford, Greater Manchester, in Inghilterra. Si trova a sud del fiume Mersey, a circa 8 miglia (13 km) a sud-ovest del centro di Manchester, a 3 miglia (5 km) a sud-ovest di Sale, e a 10 miglia (16 km) a est di Warrington. Secondo il censimento inglese effettuato nel 2001 la città aveva una popolazione di 41 000 persone, mentre quello effettuato nel 2011, ovvero il più recente, mostra un aumento consistente, arrivando a 52 419 unità.
Storicamente parte della contea di Cheshire, Altrincham divenne nel 1290 una Città di mercato, ovvero avrebbe potuto ottenere il diritto a tenere un mercato. Era un periodo dove l'economia era basata principalmente sull'agricoltura, piuttosto che sul commercio. Ci fu in seguito un ulteriore sviluppo socioeconomico con l'estensione del canale di Bridgewater ad Altrincham e l'arrivo della ferrovia nel 1849, che stimolò l'attività industriale della città. Dalla crescita successiva di Altrincham furono assorbiti diversi villaggi periferici. È inoltre la sede della società calcistica Altrincham Football Club e di tre club di hockey sul ghiaccio, ovvero i Manchester Storm, gli Altrincham Aces, e i Trafford Tornados.
Altrincham oggi è una ricca città di pendolari, in parte grazie ai suoi mezzi di trasporto. La città ha una forte presenza della classe media; vi è stato un costante aumento di questa classe sociale ad Altrincham a partire dal XIX secolo.

## Storia
La prova dell'esistenza di attività umana preistorica consiste nelle due punte di freccia neolitiche trovate ad Altrincham, e, più lontano, una concentrazione di manufatti. Inoltre sembrano esserci segni di una strada romana; essa mostra la presenza di varie riparazioni, il che significherebbe infatti che tale strada sia stata costruita e di conseguenza utilizzata per un periodo di tempo considerevole.
Il nome della città, Altrincham, precedentemente veniva scritto come "Aldringeham". Il suo significato probabilmente è "fattoria del popolo di Aldhere". Recentemente, a partire dal XIX secolo, viene scritto sia Altrincham che Altringham.

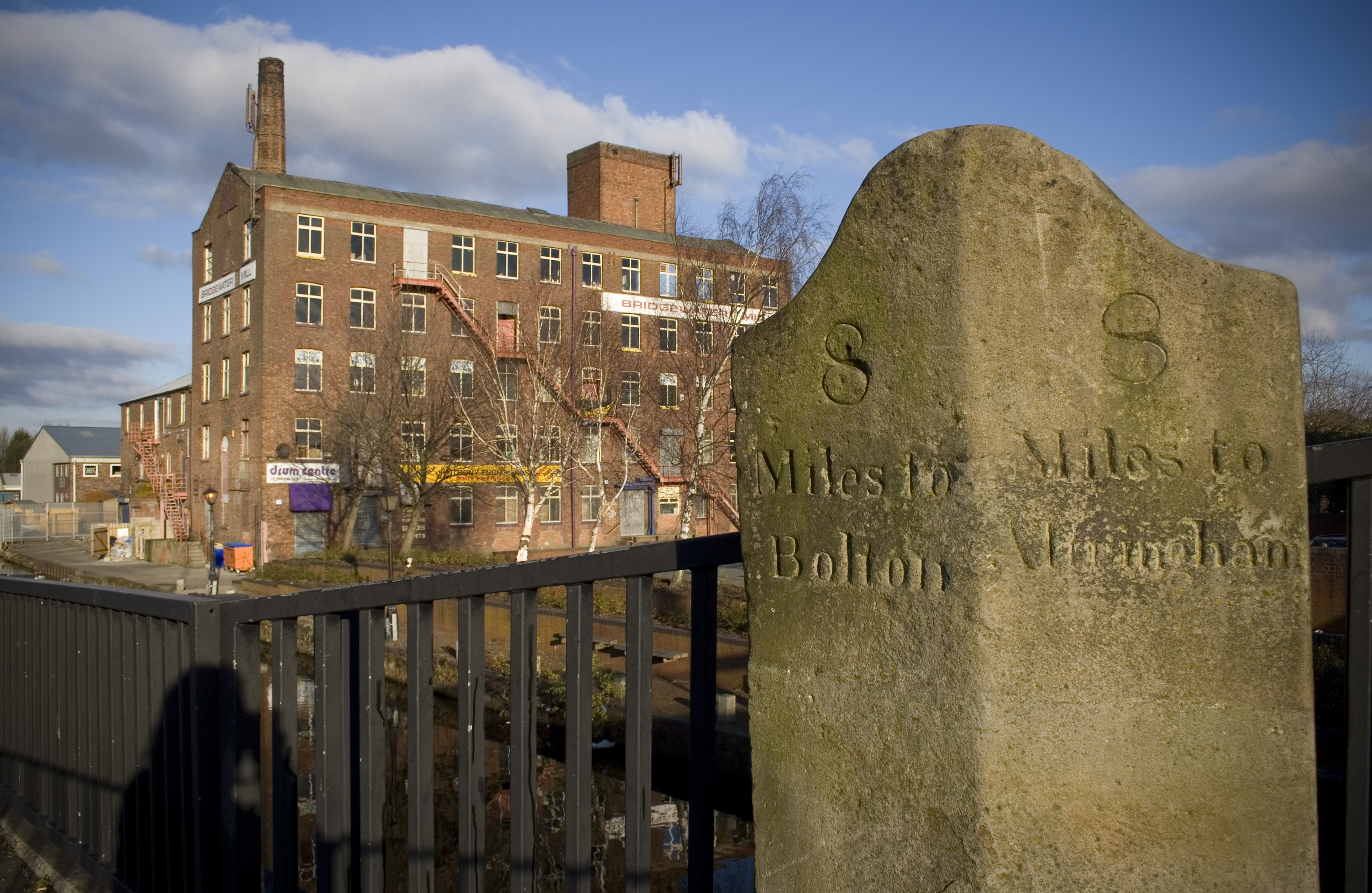
Una pietra miliare lungo la strada a pedaggio Barton Bridge e Moses Gate vicino Eccles, che mostra l'ortografia di "Altrincham"

Prima che i Normanni invadessero l'Inghilterra, le Corti che circondavano Altrincham erano di proprietà dei Thegn; dopo l'invasione sono diventate di proprietà di Hamon de Massey, sebbene Altrincham non fosse menzionata nel Domesday Book. Il primo riferimento documentato della città risale al 1290, quando le fu concesso il suo statuto come borgo libero da Baron Hamon de Massey V. La concessione permise la creazione di un mercato settimanale, ed è possibile che de Massey abbia deciso di generare reddito per la città attraverso il commercio e i pedaggi. Questo può suggerire che Altrincham fosse già prevista in passato di diventare una Città di mercato, una cosa insolita durante il Medioevo, quando la maggior parte delle comunità erano agricole.
Altrincham Fair divenne St James's Fair o Samjam nel 1319, e continuò fino al 1895. La prima residenza di cui abbiamo certezza è "la Collinetta", su Stamford Street, vicino al centro della città medievale. Secondo scavi effettuati nel 1983 dalla South Trafford Archaeological Group, l'edificio risale al XIII o XIV secolo, e forse conteneva un forno di essiccazione. Durante la Guerra civile inglese, gli uomini di Altrincham combatterono per il parlamentare Sir George Booth, stando quindi tra le file dei Roundhead. Erano di conseguenza avversi ai Cavalier. Durante la guerra gli eserciti si accamparono in diverse occasioni nelle vicine colline chiamate Downs Bowdon.
Nel 1754, è stato creato un tratto di strada a sud di Altrincham, lungo il percorso da Manchester a Chester. In seguito furono create delle ulteriori sezioni: nel 1765 una strada che collegava Timperley a Sale, e nel 1821 un tratto che univa Altrincham a Stockport. La manutenzione delle strade passò alle autorità locali nel 1888. Il collegamento del Canale di Bridgewater con Altrincham nel 1765 ha stimolato lo sviluppo dell'orticoltura, e per molti anni Altrincham è stata notata soprattutto per le sue verdure. Nel 1767 vennero costruiti dei magazzini lungo il canale a Broadheath: si tratta del primo passo nello sviluppo di essa come area industriale e l'inizio dell'industrializzazione di Altrincham. Il canale è stato collegato nel 1776 al fiume Mersey.
Nel 1845 il Parlamento del Regno Unito approva la legge per la costruzione del Manchester South Junction e Altrincham Railway (MSJAR), una ferrovia suburbana. 
La prima partenza di un treno ad Altrincham risale al 20 luglio 1849, quando portò 65 passeggeri. Il MSJAR aveva due stazioni nella città: ad, Altrincham, più precisamente a Stockport Road, e a Bowdon, più precisamente sull'incrocio tra Lloyd Street e Railway Street. Entrambe le stazioni sono state sostituite nel 1881 da una nuova stazione ferroviaria, la Altrincham and Bowdon railway station, su Stamford New Road. La stazione London and North Western Railway, sulla fascia nord della città, è stata aperta nel 1854, mentre un ulteriore collegamento è stato creato il 12 maggio 1862 dalla Cheshire Midland Railway (in seguito Cheshire Lines Committee), che trasportavano da Altrincham a Knutsford.
Con i suoi nuovi collegamenti ferroviari, Altrincham e le aree circostanti divennero luoghi ricercati e convenienti per le classi medie e i pendolari, che si insediarono presto nella città.
Si trasferirono nella città anche professionisti e industriali. Tanti di loro non andavano in treno, ma viaggiavano giornalmente in pullman. Tra il 1851 e il 1881 la popolazione aumentò da 4 488 abitanti a 11 250. La zona industriale di Broadheath, che copre circa 250 acri (1,0 km²), è stata fondata nel 1885 da Harry Grey, VIII conte di Stamford, per attirare le imprese. Nel 1900 Broadheath aveva le sue banchine, magazzini e stazioni di produzione di energia elettrica. La vicinanza del sito alla ferrovia, è diventata interessante per le aziende che costruiscono macchine utensili, macchine fotografiche e rettificatrici. La presenza di aziende come Tilghmans Sand Blast e Linotype and Machinery Company rendono Broadheath un'area industriale di carattere nazionale. Nel 1914 a Broadheath c'erano 14 aziende, che impiegavano migliaia di lavoratori. Una di queste era la Budenberg Gauge Company. 
Tra il 1891 e il 1901 la popolazione di Altrincham è aumentata del 35%, da 12 440 abitanti a 16 831.
A causa della Seconda guerra mondiale ci sono stati diversi cambiamenti ad Altrincham. Anche se la città è stata testimone di alcune incursioni da parte dei Luftwaffe (l'aviazione militare tedesca) sulla zona di Manchester, è emersa dalla guerra relativamente indenne, e come per il resto della Gran Bretagna, ha sperimentato un boom economico. Questo si è manifestato per la costruzione di nuove abitazioni e la ricostruzione del centro della città nel 1960. Tuttavia, durante l'occupazione nel 1970 a Broadheath, è diminuita di quasi il 40%.

## Amministrazione

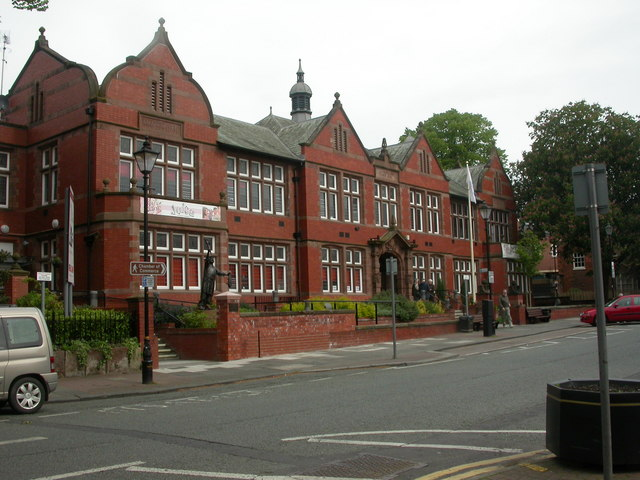
Il municipio di Altrincham

Altrincham divenne un comune libero, una borgata di autogoverno, quando le fu concesso uno statuto nel giugno 1290 da Hamon de Massey V. La concessione permise la creazione della "corporazione dei mercanti", gestita dalla borghesia della città per le persone che riscuotevano le tasse e che passavano attraverso il quartiere. 
Il borgo era governato da una Court leet, ovvero una corte storica composta esclusivamente dai baroni. Erano presenti principalmente in Inghilterra, Galles, e Irlanda. Il primo sindaco eletto risale al 1452. Tra le funzioni della corte c'erano il mantenimento della quiete pubblica e la regolamentazione dei mercati e delle fiere.
Il quartiere non era uno di quelli riformati dal Municipal Corporations Act del 1835, e ha continuato ad esistere sotto il controllo del signore del castello e della Court leet fino alla sua definitiva soppressione nel 1886.
La legge sulla salute pubblica del 1848 condusse alla creazione nel 1851 del consiglio locale di Altrincham della sanità per affrontare le condizioni igieniche causate dalla crescente popolazione della città.
Il consiglio locale è stata ricostituito come un consiglio di distretto urbano nella contea amministrativa di Cheshire sotto l'obbligo della Local Government Act del 1894. La Altrincham Urban District è stata ampliata nel 1920, quando le sono state aggiunte parti di Carrington e Dunham Massey, entrambe parrocchie civili. Un'ulteriore espansione ebbe luogo nel 1936: la parrochhia civile Timperley è stata abolita e la maggior parte della sua area venne incorporata dalla Altrincham UD. Allo stesso tempo, c'è stato uno scambio minore di territorio con il distretto urbano di Hale; da annotare anche una piccola aggiunta di porzione di terra da parte della Bowdon Urban District. Inoltre è stata aggiunta un'ulteriore porzione sostanziale della parrocchia civile Dunham Massey. Nel 1937 al distretto urbano venne concessa una carta di incorporazione, e divenne una città comunale. Al nuovo quartiere venne concesso un suo nuovo personale stemma, caratterizzato dai riferimenti araldici ai Masseys e ai Conti di Stamford. Con il passaggio del Local Government Act del 1972, le contee amministrative e le circoscrizioni comunali sono state abolite, e Altrincham diviene a far parte della città metropolitana di Trafford, a Greater Manchester, il 1º aprile 1974.
Il Consiglio di Trafford è responsabile della gestione dei servizi locali, come l'istruzione, l'urbanistica, la raccolta dei rifiuti, le case popolari, e i servizi sociali. L'area è divisa in sette circoscrizioni elettorali: Altrincham, Bowdon, Broadheath, Hale Barns, Hale Central, Timperley, e Village. Questi reparti dispongono di 21 dei 63 seggi del Consiglio di Trafford; dalle elezioni locali del 2014 quindici di questi posti sono andati al partito conservatore, tre al partito laburista, e tre ai liberaldemocratici. Altrincham precedentemente era nella circoscrizione parlamentare omonima, creata nel 1885. Questa è durata fino al 1945, quando fu sostituita dalla Altrincham and Sale. In seguito, nel 1997, essa viene a sua volta incorporata dalla recente Altrincham and Sale West. Sin dalla sua costituzione, la Altrincham and Sale West è stata rappresentata nella Camera dei Comuni da parte del deputato conservatore Graham Brady. Questo è uno dei soli due seggi conservatori di Greater Manchester.

## Geografia fisica

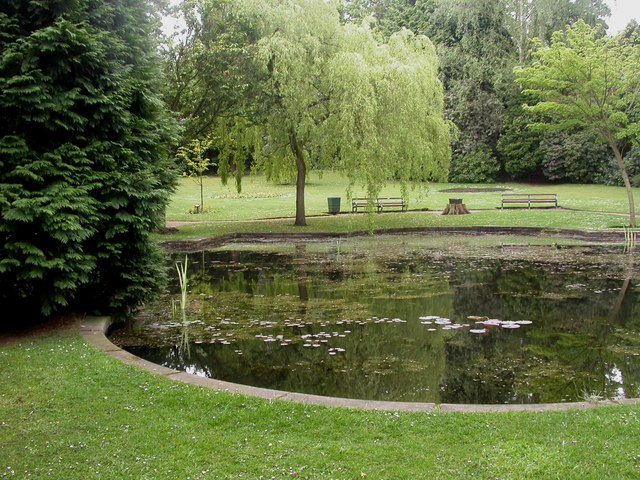
Denzell Gardens

Altrincham si trova sul bordo sud-occidentale dell'area urbana di Manchester, immediatamente a sud del comune di Sale, e a 8 miglia (13 km) a sud-ovest dal centro di Manchester. È situata nella fascia nord-ovest della pianura del Cheshire, appena a sud del fiume Mersey. Il Canale di Bridgewater passa attraverso Broadheath, un sobborgo della città. L'acqua potabile di Altrincham è fornita dalla United Utilities. La roccia locale è costituita principalmente da Keuper Waterstone, un tipo di arenaria, e l'acqua recuperata da queste rocce è molto dura e spesso salina, rendendola imbevibile. Il clima della città è generalmente temperato, con pochi sbalzi di temperatura. La temperatura media della città è leggermente superiore a quella del Regno Unito, mentre le precipitazioni annue e il numero medio di ore di sole sono leggermente al di sotto della media del Regno Unito.

Insieme a Sale, Stretford e Urmston, Altrincham è una delle quattro principali aree urbane di Trafford. L'area di Altrincham, come definito dal Consiglio di Trafford, comprende la parte meridionale di Trafford. L'area occupata dal sobborgo di Broadheath fino al 1970 era un centro industriale, mentre ora è sede della grande distribuzione commerciale. La parte più densamente popolata della città è quella intorno al centro della città, mentre quelle meno densamente abitate e con più spazi verdi sono i villaggi, come Bowdom e Hale. L'area di Oldfield Brow si trova nella periferia della città, lungo il canale di Bridgewater e vicino a Dunham Massey.

## Società

### Evoluzione demografica
Secondo il censimento effettuato nel 2001 nel Regno Unito, la città di Altrincham ha una popolazione totale di 40 695 persone. Delle sue 27 900 famiglie, il 38,7% sono coppie sposate che vivono insieme. Il 30,4% è composto da una sola persona, l'8,2 % sono coppie conviventi, mentre il 9,0% sono genitori singoli.
La densità di popolazione della città è di 10 272 abitanti per miglio quadrato (3 966/km²), dove ogni 100 donne ci sono 94,8 maschi. Tra le persone che hanno tra i 16 e i 74 anni, il 21,7 % non ha alcun titolo di studio (simile al 21,3 % di Trafford ma minore del 28,9 % dell'Inghilterra). Altrincham ha una bassa percentuale di persone non-bianche, ovvero il 4,6 %. Gli asiatici sono la più grande minoranza etnica della zona: comprende infatti l'1,3 % della popolazione.
Nel 1931 il 14,6 % della popolazione di Altrincham apparteneva alla classe media, leggermente superiore rispetto al dato dell'Inghilterra e del Galles, che era del 14 %. Nel 1971 alla classe media apparteneva il 28,8 % della città, con una netta differenza rispetto al 24,0 % nazionale. La classe operaia invece era calata, dal 30,3 % nel 1931 (36,0 % in Galles e Inghilterra) al 18,6 % (26,0 & a livello nazionale).

### Cambiamento demografico
| Anno | Popolazione | ±%     |
| ---- | ----------- | ------ |
| 1801 | 1 692       |        |
| 1811 | 2 032       | +20,1% |
| 1821 | 2 302       | +13,3% |
| 1831 | 2 708       | +17,6% |
| 1841 | 3 399       | +25,5% |
| 1851 | 4 488       | +32,0% |
| 1861 | 6 628       | +47,7% |
| 1871 | 8 478       | +27,9% |
| 1881 | 11 250      | +32,7% |
| 1891 | 12 440      | +10,6% |
| 1901 | 16 831      | +35,3% |
| 1911 | 17 813      | +5,8%  |
| 1921 | 20 450      | +14,8% |
| 1931 | 21 356      | +4,4%  |
| 1941 | 39 940      | +87,0% |
| 1951 | 39 789      | −0,4%  |
| 1961 | 41 122      | +3,4%  |
| 1971 | 40 786      | −0,8%  |
| 1981 | 39 693      | −2,7%  |
| 1991 | 40 042      | +0,9%  |
| 2001 | 40 042      | +1,6%  |

Secondo le dichiarazioni dei redditi del 1664, Altrincham aveva una popolazione di circa 636 persone, diventando così il più grande degli insediamenti locali; nel 1801 la popolazione aumentò in modo spropositato, sfiorando le 1700 unità. Nella prima metà del XIX secolo, il numero degli abitanti aumentò del 165 %, superiore l'89 % dell'Inghilterra e il 98 % di Trafford.
La crescita demografica della zona è stata il risultato della rivoluzione industriale, e anche se Altrincham è stato uno dei comuni cresciuti più in fretta del distretto metropolitano di Trafford, non era niente in confronto ai settori industriali di Ashton-under-Lyne, Hyde, e Manchester.
Nella seconda metà del XIX secolo, la popolazione di Altrincham crebbe del 275 %, superiore al 235 % di Trafford del 69 % dell'Inghilterra. La tabella di seguito riportata la variazione demografica dal 1801, inclusa la variazione della percentuale rispetto al censimento precedente.

### Religione
Durante il periodi medievale e post-medievale Altrincham faceva parte della parrocchia di Bowdon. La bassa densità di popolazione ha fatto sì che la città non avesse una chiesa fino a quando gli anglicani costruirono una cappella nel 1799. Nella città erano presenti anche degli anti-conformisti: i metodisti costruirono una cappella nel 1790, mentre i battisti ne costruirono un'altra nel 1870. Con l'arrivo di immigrati irlandesi nel 1830 e 1840 si diffuse il cattolicesimo in tutta la zona: nel 1860 fu infatti costruita la prima chiesa cattolica.
Diverse chiese ad Altrincham sono ritenute architettonicamente importanti, abbastanza da essere elencate nella lista Monumento classificato. Tra le chiese elencate ci sono: la Christ Church, Church of St Alban, Church of St George, Church of St John the Evangelist, e la Trinity United Reformed Church.
Secondo il Censimento del Regno Unito del 2001 il 78,8 % dei residenti di Altrincham dice di essere cristiano, l'1,1% appartiene alla religione ebraica, l'1,1 % è musulmano, lo 0,4 % induista, lo 0,2 % buddista, e lo 0,1 % Sikh. Di conseguenza, secondo il censimento, il 12,1 % degli abitanti dice di non essere di nessuna religione, lo 0,2 % di professare una religione alternativa, mentre il 6,1 % non ha detto a quale religione appartenesse. Altrincham si trova nella Diocesi cattolica di Shrewsbury e nella Church of England Diocese of Chester. La sinagoga più vicina si trova a Hale.

## Economia
| Altrincham rispetto           | Altrincham rispetto | Altrincham rispetto | Altrincham rispetto |
| ----------------------------- | ------------------- | ------------------- | ------------------- |
| Censimento del 2001           | Altrincham          | Trafford            | Inghilterra         |
| Popolazione in età lavorativa | 29 397              | 151 445             | 35 532 091          |
| Lavoro a tempo pieno          | 45,7%               | 43,4%               | 40,8%               |
| Lavoro part-time              | 12,7%               | 11,9%               | 11,8%               |
| Lavoratore autonomo           | 8,9%                | 8,0%                | 8,3%                |
| Disoccupati                   | 2,2%                | 2,7%                | 3,3%                |
| Pensionati                    | 13,2%               | 13,9%               | 13,5%               |

Storicamente, Altrincham era una città di mercato, e le due principali aree di lavoro erano l'agricoltura e il commercio mercantile. Anche se la città attraversò un periodo di nel XV secolo, riuscì a riprendersi, e le fiere annuali si svolsero fino alla metà del XIX secolo, mentre i mercati vengono organizzati tuttora. Durante la rivoluzione industriale, Altrincham divenne una città industriale, in particolare il sobborgo di Broadheath, che è stato appunto sviluppato in un'area con molte industrie. Nel 1801, come parte della sua industria tessile, c'erano quattro cotonifici ad Altrincham, anche se chiusero tutti prima del censimento del 1851. Il declino del settore tessile nella città rispecchiò il declino dell'industria del distretto metropolitano di Trafford; questo è stato causato da una mancanza di investimenti, provocando un'ulteriore sviluppo delle aree industriali più affermate, come Manchester, Ashton-under-Lyne, e Oldham.
Durante la fine del XIX secolo e l'inizio del XX, le industrie più importanti si spostarono nel sobborgo di Broadheath, aumento l'occupazione locale. L'area venne costantemente abbandonata dalla metà del XX secolo, causando un tracollo dell'occupazione: da 8 000 a 5 000 in un periodo di 10 anni circa (1960-1970). Nonostante la presenza in città di rivenditori come Tesco, Sainsbury's, e Marks & Spencer, è stato creato un nuovo superstore ASDA a Broadheath,
La storica Città di mercato si sviluppò come zona residenziale nel XIX secolo, anche se conserva il suo patrimonio di vendita al dettaglio nell'Old Market Place (una zona di conservazione). Molti distretti di vendita al dettaglio della città sono stati recentemente costretti a chiudere a causa della concorrenza del vicino Trafford Centre (un enorme centro-commerciale).
Nel 2006 la Trafford Metropolitan Borough Council ha svelato i piani per una riqualificazione di 1,5 milioni di £ per il centro della città. La ristrutturazione creerà 146 000 piedi quadrati (13600 m² di nuovi spazi commerciali e 203 000 piedi quadrati (18900 m²) di spazio rinnovato, fornendo 349 000 piedi quadrati (32400 m²) in totale.

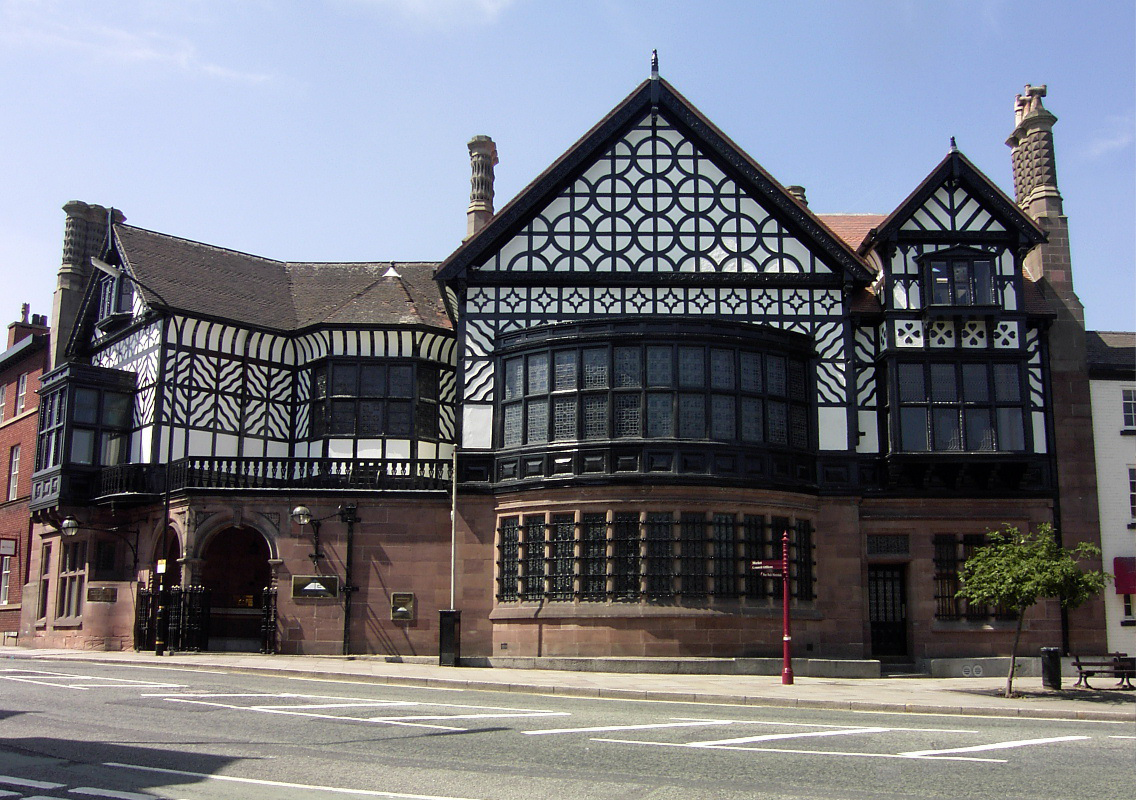
L'Old Market Place

Nel 2013 è iniziata la costruzione di Altair. Il progetto comprende un hotel, uffici, negozi, e posti per mangiare, oltre alla creazione di 2 000 posti di lavoro permanenti. Ulteriori £ 20 milioni sono destinati per la ristrutturazione della vicina stazione ferroviaria Altrincham Interchange. Un'indagine del 2010 ha rilevato che, pur essendo in una delle zone più ricche del paese, quasi un terzo dei negozi ad Altrincham erano vuoti; il Consiglio di Trafford attribuì l'elevato numero (78) agli effetti della recessione, e prevede di ristrutturare Stamford House, che ha lasciato la maggior parte dei suoi negozi inutilizzati.
Secondo il censimento del Regno Unito del 2001, il settore di occupazione dei residenti di Altrincham era: 18,4 % nei servizi immobiliari e commerciali; 16,0 % nel dettaglio e nell'ingrosso; 12,1 % nella produzione; 10,7 % nella salute e nel lavoro sociale; 8,3 % nell'educazione; 8,3 % nel trasporto e nelle comunicazioni; 5,8 % nella finanza; 5,7 % nella costruzione; 4,2 % nei servizi di alberghi e ristoranti; 4,2 % nell'amministrazione pubblica e nella difesa; 0,8 % nell'agricoltura; 0,8 % nell'energia nella fornitura di acqua; 0,2 % nell'estrazione mineraria; 4,6 % nel lavoro autonomo. Questi dati sono sostanzialmente in linee con quelli nazionale, ad eccezione della presenza relativamente alta della percentuale di lavoratori nei servizi immobiliari e commerciali della città.
Il censimento ha registrato anche l'attività economica dei residenti con un'età compresa tra i 16 e i 74 anni: il 5,3 % di loro si occupa della casa o della famiglia; il 4,3 % è permanente malato o disabile; il 3,2 % degli studenti sono senza lavoro; il 2,2 % degli studenti fa un lavoro contemporaneamente allo studio; il 2,4 % sono economicamente inattivi per altri motivi. Il tasso di disoccupazione ad Altrincham del 2,2 % è molto più basso rispetto al 3,3 % nazionale.

## Cultura

### Eventi e luoghi
Altrincham ha due teatri, l'Altrincham Garrick Playhouse e il Club Theatre. L'Altrincham Garrick Group è stato fondato nel 1913. 

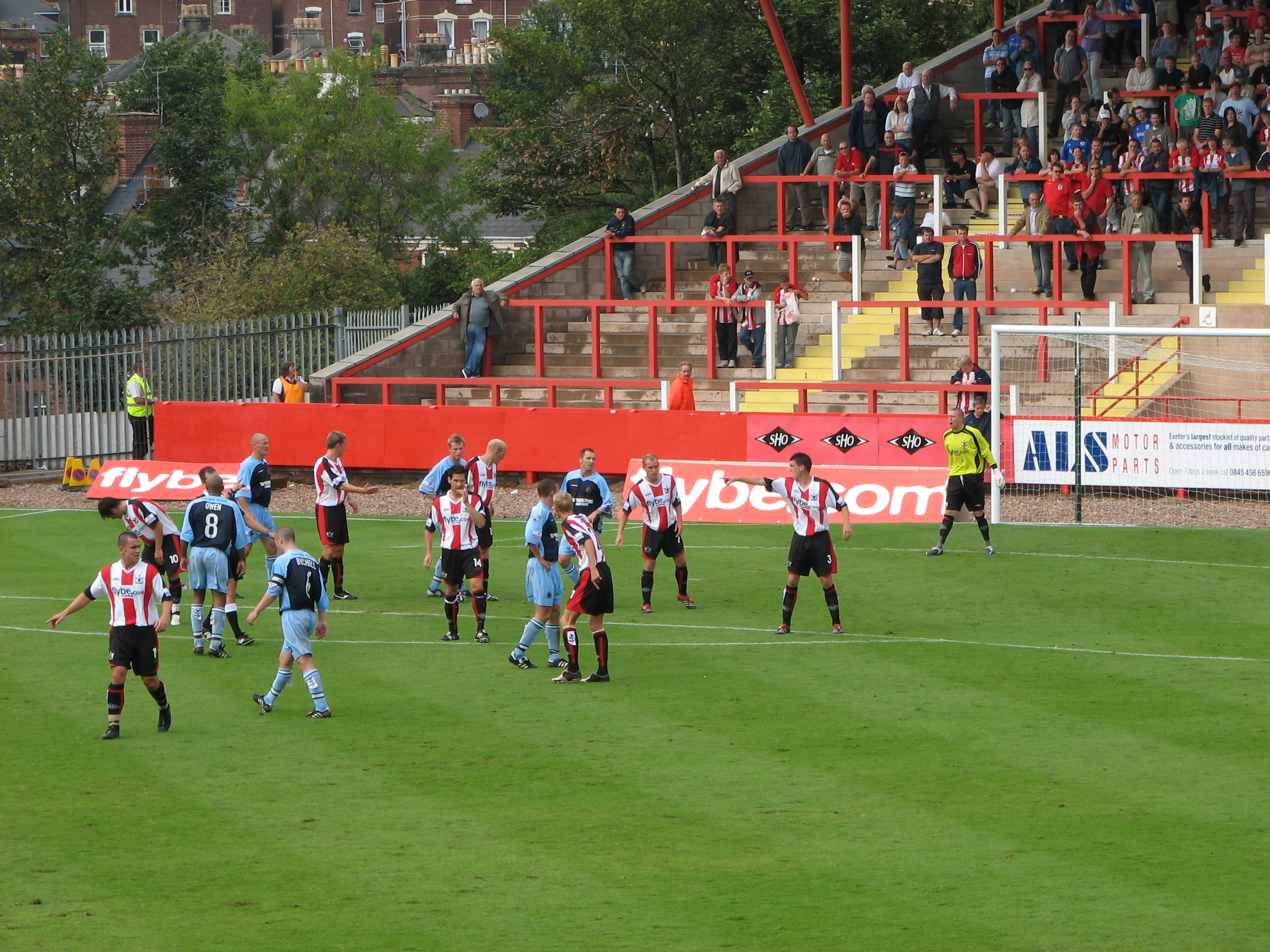
Una partita di calcio tra gli Exeter City e gli Altrincham F.C.

Il Garrick fu il primo palcoscenico a mettere in scena Psycho, nel 1982. Nel 1998 ha ricevuto un finanziamento di 675000 £ dalla National Lottery, come parte di 900000 £ per riqualificare il teatro. La ristrutturazione di esso è stata completata nel 1999. Il Club Theatre aprì nel 1896 come St Margaret's Church Institute Amateur Dramatics Society. Esso fornisce un luogo per le produzioni Trafford Youth Theatre ogni anno, e partecipa al Hale One Act Festival, un evento annuale di una settimana iniziato nel 1972. Il club ha ricevuto diversi riconoscimenti sia dalla Greater Manchester Drama Federation che dalla Cheshire Theatre Guild.

### Sport
L'Altrincham Football Club, soprannominato "The Robins", è stato fondato nel 1903. Gioca le partite casalinghe al Moss Lane e attualmente milita in Conference Premier, la quinta divisione del campionato di calcio inglese. Ha militato 23 stagioni nel massimo livello dilettantistico: dal 1979 al 1997, nel 1999-2000 e dal 2004 in poi.
Altrincham è una delle poche città nell'Inghilterra nord-occidentale ad avere una pista di pattinaggio; inoltre ha avuto una squadra di hockey sul ghiaccio dal 1961, quando nel sobborgo di Broadheath è stata creata la Altrincham Ice Rink (appunto una pista di pattinaggio).
Gli Altrincham Aces (in seguito ribattezzati Trafford Metros) giocarono dal 1961 fino al 2003, quando la Altrincham Ice Rink chiuse i battenti. La città trascorse tre anni senza una squadra di pattinaggio o di hockey su ghiaccio, fino a quando fu costruita una nuova pista da pattinaggio, la Altrincham Ice Dome. Essa ha una capienza di 2 000 spettatori.

## Istruzione

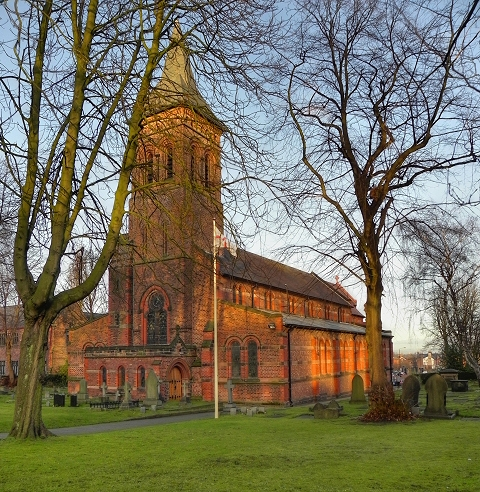
St George's Church

L'aumento della popolazione di Altrincham spinse la fondazione di più scuole nel corso del XIX secolo, e dal 1856 la città aveva 9 scuole, 1 collegio, e 23 insegnanti. L'introduzione dell'istruzione obbligatoria durante la seconda metà del XIX secolo aumentò la domanda delle scuole, e nel 1886 Altrincham aveva 12 scuole di chiesa e 8 scuole private. Altrincham ricevette diversi sfollati durante la Seconda Guerra Mondiale, e fu in questo periodo che è stato fondato il St Ambrose College.
Altrincham ora ha diciotto scuole elementari, una scuola speciale e otto scuole secondarie, di cui cinque scuole di grammatica. Trafford mantiene un sistema di istruzione selettivo valutato con l'esame Eleven plus. Molte delle scuole secondarie di Altrincham hanno lo status di specialista: l'Altrincham College of Arts (arte); l'Altrincham Grammar School for Boys (lingue); l'Altrincham Grammar School for Girls (lingue); l'Blessed Thomas Holford Catholic College (matematica e informatica); il Loreto Grammar School (scienze e matematica); l'St. Ambrose College (matematica e informatica). Altrincham College of Arts,

## Infrastrutture e trasporti

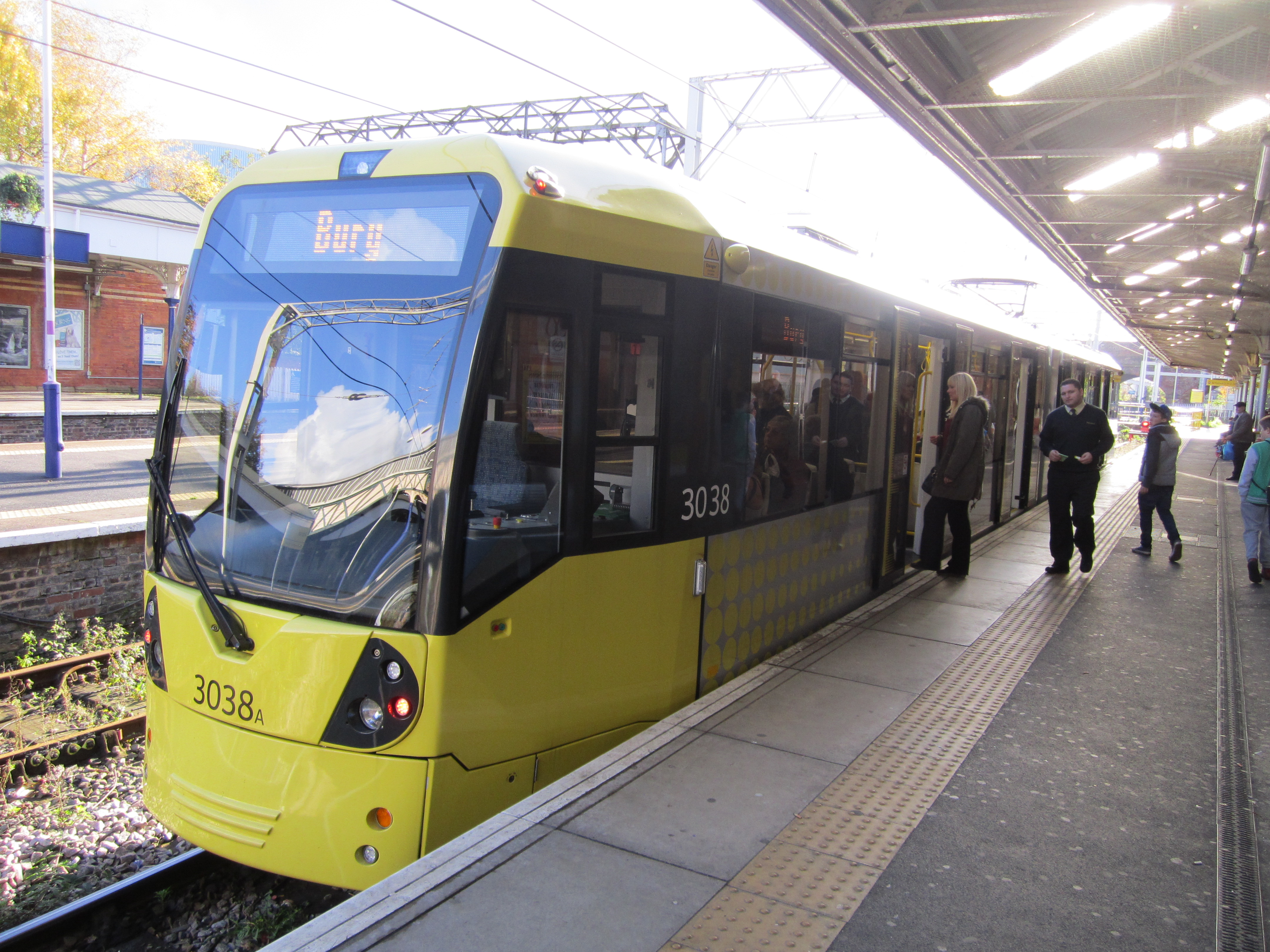
Altrincham Interchange

La costruzione del Manchester, South Junction and Altrincham Railway ha avuto inizio nel 1845. La linea è stata aperta nel mese di ottobre 1849 con i servizi forniti dalla Stazione di Manchester Piccadilly Nel 1931 divenne una delle prime linee ferroviarie elettriche della Gran Bretagna. Allo stesso tempo è stata aperta una nuova stazione ad Altrincham sulla stessa linea, a Navigation Road, servendo diversi complessi residenziali nella zona. Nel 1937 i treni che collegavano Manchester e Altrincham erano 130. La linea è stata rinnovata nei primi anni 1990. Un'altra stazione ferroviaria ha servito la parte settentrionale di Altrincham tra il 1853 e il 1962.